# 汉弗莱·阿普比
汉弗莱·阿普比爵士，GCB，KBE，MVO，是英国广播公司于1980年代播出的政治喜剧《是，大臣》及其后续剧集《是，首相》中的虚构人物。初代影视剧形象由英国演员奈杰尔·霍桑饰演，舞台剧及2013年新版电视剧由亨利·古德曼饰演。在电视剧中，汉弗莱·阿普比的角色先为英国行政部常任秘书；在《是，大臣》最后一集 “派对游戏”随就职新任首相的吉姆·哈克晋升内阁秘书（这也在剧中被戲稱“英国内阁中最有权力的职位”）。奈杰尔·霍桑对该角色的演绎诠释使其在1981、1982、1986和1987年四度获得英国电影和电视艺术学院最佳轻娱乐表演奖。

## 生平
汉弗莱爵士早年于英国牛津大学贝利学院攻读古典学，以优异成绩毕业。在皇家陆军文教队服兵役后，入英国文官队伍。他先后从1950年到1956年担任地区合同官员，并在苏格兰行政厅擔任助理秘书。於1964年进入新成立的行政部（全称行政事务部）担任常任秘书，直到晉升内阁首席秘书。在《是，大臣》“国是访问”一集中，汉弗莱爵士授勋大英帝国爵级司令勋章。他母校院长曾对他评价道：“他（汉弗莱）聪明过了头”“自以为是”。
关于汉弗莱的私人生活，《是，大臣》和《是，首相》的小说作者之一的乔纳森·林恩曾形容到：“我们认为汉弗莱爵士应住在黑斯爾米爾，育有一子一女，分别住在温彻斯特和贝德莱斯。他的夫人是一位睿智的女性，總为教会活动做做蛋糕，遛家中的斗牛犬。汉弗莱的爱好是读书（尤其是人物列传）或听古典乐，偶尔会去国家剧院或皇家歌剧院，他也是那两所剧院的董事会成员。在假期期间，他可能会在湖区散步，也从利明通出海旅行。总的来说，他和他养的斗牛犬的关系比家人温馨的多”
《是，大臣》系列小说于1981年出版，书中虚构出版日期为2017年。自称“本书编辑”的林恩和杰伊在序言中描写到“汉弗莱爵士虽年事已高，卻丝毫未影响他语言的流畅性。他们亦同汉弗莱爵士有过“几番交谈”，但已显现出他的精神状态已十分糟糕，这使他年轻时的“仅仅是听起来像过度陈述的废话”过渡到“实际上就是过度陈述的废话”在小说第三卷序言则交代唐宁街十号众人的最终结局，點出汉弗莱爵士晚年于圣丁普娜疗养院接受治疗并度过余生。在最后一卷则表明汉弗莱爵士已去世，作者同时感谢其遗孀的合作。汉弗莱爵士旧版演员奈吉尔·霍桑于2001年离世。

## 人物特色
汉弗莱爵士是“混淆视听及擅长操纵言语的大师”，他经常发表冗长的言论迷惑听众并使其感到疲劳，以试图绕过真正的意涵；其中一个例子是第二季第三集《死亡名单》中的对吉姆·哈克说的暗示：
“鉴于您模棱两可的职责范围，且您的影响在这次政治进程中的核心审议及决策中可說是边缘和外圍性质的，因此他们将有理由调整他们行动的优先次序，以致从他们近期待辦事項中，刪除抹除您此項。”
这是在暗示吉姆·哈克就算真的有恐怖组织也不会对其进行暗杀行为，因为他们认为吉姆·哈克的政治地位及其影响力根本不重要。
他在剧中代表了英国的文官体系，也厌恶一切试图改变现状的政策或行为。同时为维护他身为公务员的利益，他的手段包括但不限于：使用过度陈述的技术用语试图迷惑上司，不说真话的同时不说假话，而是选择隐瞒；比如将重要文压制报告堆底部；任命年迈且无能但有利益关系的盟友进入公正委员会以商讨公务员加薪事宜；用繁文缛节阻碍吉姆·哈克的政策，有时也会撒谎。
然而，由于他根深蒂固地将自身的语言天赋作为混肴视听及阻挠的工具，以至于有时无法与他达成有效且清楚的对话（尽管他也真诚地希望别人知道其想表达的意思）。虽然他看起来是不想改变现状的典型代表，但他是真正相信公务员的制度是保障英国普通百姓需求的坚定基石，也是“最有资格管理国家的机构”。不过对此在剧中有个笑话是，汉弗莱作为受过英国最高学府教育的高级公务员，其事实上与“英国普通百姓”的生活相当脱节（如他回答不出黄油的日常价格），且他關於制度“对英国有益”的唯一判断标准就是对公务员是否有益；另方面，他的上司吉姆·哈克首相则是把“对英国有益”的事物视作对其政党及选票有利的标准。对此，他与首相经常发生冲突。
汉弗莱爵士仍然认为女性应是要更为公平的性别，故为展现其身为英国绅士的修养经常以“我亲爱的女士/小姐”称呼她们。他同哈克一样在下班时热衷享受生活，比如剧中就很常有他在喝雪莉酒或在高级餐厅用餐的桥段。他在公务员处事方面师承前任内阁秘书阿诺德·罗宾逊爵士。他也是英国国家剧院的董事之一，也很长参与皇家歌剧院的许多活动。他的业余兴趣也包括板球、艺术和戏剧。
汉弗莱因身为公务员身份的工作，通常是平稳、冷静的，但也由于他习惯只在政府和公务员体制内工作，這致使每当有意外发生在他身上时（如哈克曾责成他与一个凶猛的英国地方议员谈判），他都会不知所措。有几次他只能紧张地说出陈词滥调。不过对此他通常会很快振作，并尝试将事情推回正轨。在《是，首相》宣传媒体采访中，汉弗莱的扮演者奈杰尔·霍桑对这人物评价到：“他当然是个疯子，对于自己的工作很执着，也热衷于行使任何手段来控制局面。”

## 人物关系
在剧集中，汉弗莱常与首相吉姆·哈克保持着一种貌合神离的关系。事实上每当哈克推行新政策时，汉弗莱都会以虚假性陈述在内的方式阻止哈克——有時包括“勒索”。他也利用哈克身为政客对违背民心事物的恐惧以将他不赞成的提案描述为“十分绝妙的”或“重大的改革”。
相较于同哈克之间的明爭暗鬥，他和下属（同时也是哈克的首席私人秘书）伯纳·伍利关系稍顯友好。然而当伯纳选择效忠他的首相，从而对汉弗莱爵士造成阻碍时，他也會以伯纳的工作前景威胁；比如他曾对伯纳说到：“伯纳，铁打的公务员，流水的首相。若你真的有思考自身的前景的话，最好想想该站在谁的一边”。另一方面，他也会在伯纳犯错时为其辩护，並向伯纳分析政治事务的实质情况。他与阿诺德·罗宾逊爵士关系亲密。阿诺德在《是，大臣》任职内阁秘书，在其退休后汉弗莱经常向这位前辈请教。汉弗莱已婚，但其妻子的戏份不大且只在《是，大臣》中出现过一次。

## 现实影响
奈吉尔·霍桑对汉弗莱·阿普比的演绎诠释，使此角色已成功地成为现实公眾對公务员的刻板印象之一。比如在描述公务员时，有时会使用“如汉弗莱爵士一般的”这类短语。政治讽刺杂志《私家侦探》曾使用“The”的英文定冠词来指代該雜誌所认为公务员体系中有类似性格者：比如“某地乡村事务局现任汉弗莱爵士是约翰·史密斯”之类。与之相对的概念是“霍勒斯爵士”，即英国前首相内维尔·张伯伦身边的事务官，通常指代“拥有宏伟理想的公务员”。

在2007年英国第四台举办的关于“世界上最伟大的喜剧人物”的投票中，汉弗莱位居第25名；同样，在该台举办的“世界上最伟大的电视人物”的票选中列为第31位。奈杰尔·霍桑在2002年因病逝世后，《渥太华公民报》曾为其撰写社论讣告，标题为《不，大臣》。该社论节选如下：
英文原文：
“It is sadly that we report on Sir Nigel Hawthorne, elsewhere referred to as Sir Humphrey Appleby. While it would be premature to commit ourselves to a definitive position on his merits or even his existence, a committee is being struck to consider the possibility of a decision, in the fullness of time, to regret his passing, if any.”
汉文翻译：

“本社报道了奈杰尔·霍桑爵士的逝世，他在别处或更常被称为汉弗莱·阿普比爵士。虽说对他在世的功绩——乃至其生平作出明确立场的评论还尚早。对此，我们将成立一个事务委员会。如果可能的话，将在时机成熟时或宣告对其逝世表示正式的遗憾。”